# Saint-Privat (Corrèze)
Saint-Privat è un comune francese di 1 132 abitanti situato nel dipartimento della Corrèze nella regione della Nuova Aquitania.

## Società

### Evoluzione demografica
Abitanti censiti